# Мужская сборная Казахстана по баскетболу 3×3
Мужская сборная Казахстана по баскетболу 3×3 представляет Казахстан на международных соревнованиях по баскетболу 3×3. Управляющим органом является Национальная федерация баскетбола Республики Казахстан (НФБРК).
По состоянию на 27 августа 2024, мужская сборная Казахстана по баскетболу 3×3 занимает 39-е место в мировом рейтинге ФИБА мужских сборных по баскетболу 3×3.

## Результаты выступлений
| Турнир         | Золото | Серебро | Бронза | Всего |
| -------------- | ------ | ------- | ------ | ----- |
| Чемпионат Азии | —      | —       | —      | —     |
| Азиатские игры | —      | —       | —      | —     |
| Итого          | —      | —       | —      | —     |

### Чемпионат Азии по баскетболу 3x3
| Год             | Место          | Игры           | Победы         | Поражения      | Состав команды                                                          |
| --------------- | -------------- | -------------- | -------------- | -------------- | ----------------------------------------------------------------------- |
| 2013            | не участвовали | не участвовали | не участвовали | не участвовали | не участвовали                                                          |
| Улан-Батор 2017 | 4              | 5              | 3              | 2              | Vsevolod Fadeikin, Anton Kotenko, Yuriy Kozhanov, Mikhail Yevstigneyev  |
| Шэньчжэнь 2018  | 12             | 2              | 0              | 2              | Nikolay Bazhin, Kadyrzhan Gubashev, Pavel Ilin, Mikhail Yevstigneyev    |
| Чанша 2019      | 4              | 5              | 3              | 2              | Ruslan Aitkali, Denis Degtyarev, Vladimir Kurochkin, Aidarkhan Toktarov |
| 2022            | не участвовали | не участвовали | не участвовали | не участвовали | не участвовали                                                          |
| Сингапур 2023   | 7              | 3              | 1              | 2              | Ruslan Aitkali, Adilkhan Marat, Konstantin Neff, Robert Pan             |
| 2024            | не участвовали | не участвовали | не участвовали | не участвовали | не участвовали                                                          |

### Азиатские игры
| Год           | Место | Игры | Победы | Поражения | Состав команды                                                       |
| ------------- | ----- | ---- | ------ | --------- | -------------------------------------------------------------------- |
| Джакарта 2018 | 8     | 6    | 3      | 3         | Anuar Shakirov, Vassiliy Belozor, Andrey Litvinenko, Ruslan Aitkali  |
| Ханчжоу 2022  | 9     | 5    | 3      | 2         | Adil Narimanov, Radislav Rodionov, Ramazan Samsin, Bogdan Rabchenyuk |